# Toaplan
Toaplan Co., Ltd. – japoński producent gier komputerowych, wydawanych przede wszystkim na automaty.
Studio zostało założone w 1984 i tworzyło przede wszystkim różne strzelanki typu shoot'em up.

## Wydane gry
Źródło: IGN, Toaplan
- Mahjong King
- Flying Shark
- Twin Cobra
- Truxton
- Hellfire
- Zero Wing
- Fire Shark
- Truxton 2
- Grindstormer
- Snow Bros., inspirowana przez Bubble Bobble
- Batsugun – ostatnia gra wydana przez studio, jedna z pierwszych gier typu bullet hell[3].

## Zamknięcie przedsiębiorstwa i następcy
Przedsiębiorstwo zostało zamknięte w 1994 z powodu bankructwa. Toaplan przed upadkiem pracował nad tytułem Twin Cobra II, który został ukończony i wydany przez jedną z firm założonych po zamknięciu Toaplanu. Byli pracownicy Toaplanu założyli cztery różne firmy, również produkujące gry typu shoot'em up:
- Cave – twórcy m.in. DonPachi, DoDonPachi czy Espgaluda
- 8ing/Raizing – twórcy m.in. Battle Garegga czy Bloody Roar 2, kiedy firma zaczęła produkować bijatyki, część twórców przeszła do Cave
- Gazelle – twórcy Pretty Soldier Sailor Moon i Air Gallet[6], część twórców po zamknięciu firmy znalazła zatrudnienie w Cave
- Takumi – twórcy m.in. Giga Wing i Mars Matrix